# Internationale Degrowth-Konferenz

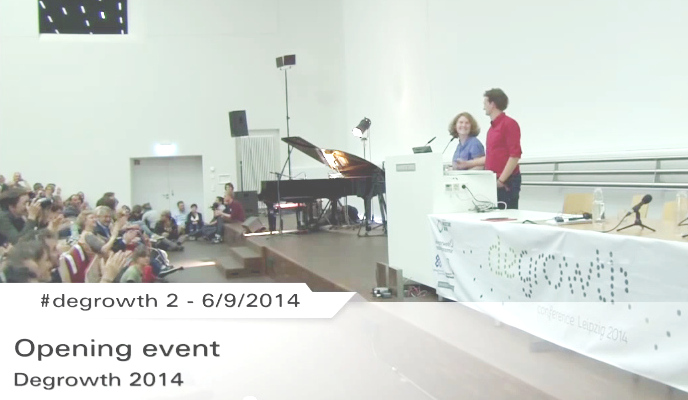
Begrüßungsrede im Leipziger Augusteum 2014, rechts das Konferenzlogo

Die Internationale Degrowth-Konferenz für ökologische Nachhaltigkeit und soziale Gerechtigkeit (engl. International Conference on Degrowth for Ecological Sustainability and Social Equity) ist eine internationale Konferenzreihe.
Die Internationale Degrowth-Konferenz wurde 2008 begonnen und findet im Zweijahresabstand statt. Sie vertritt den Anspruch, rund um Themen der Wachstumskritik auf einer Veranstaltung Praktiker, Aktivisten und Wissenschaftler zusammenzubringen. Sie gilt als wichtige Veranstaltung der wachstumskritischen Bewegung.

## Fokus der Veranstaltungen
Die Konferenzreihe wurde vom akademischen Netzwerk Research & Degrowth ins Leben gerufen, das sich der Forschung, Ausbildung, Bewusstseinsbildung und Veranstaltungsorganisation verschrieben hat.
Das Ziel ist, eine Wachstumsrücknahme zu erreichen, um ökologische Nachhaltigkeit und soziale Gerechtigkeit zu vereinen. Die Auseinandersetzung umfasst Ökologie, Demokratie, Gerechtigkeit, Bioökonomik und Ökologische Ökonomik, aber auch die Frage nach dem Sinn des Lebens und persönlichem Wohlergehen. Die besprochenen Handlungsoptionen umfassen opponierenden Aktivismus, den Aufbau von Alternativen, aber auch Reformismus innerhalb bestehender Institutionen, jeweils auf lokaler, nationaler und globaler Ebene. Ideen wie grünes Wachstum als vermeintliche Problemlöser werden abgelehnt, stattdessen soll der Wachstumszwang überwunden werden.
Ergebnisse der Konferenzen wurden in Sonderheften von oder als Beiträge in wissenschaftlichen Zeitschriften veröffentlicht. Zugleich sollen die Grenzen zwischen Wissenschaftlern, Aktivisten und Praktikern aufgeweicht werden, indem Teilnehmer als „teilnehmende Beobachter“ bzw. „beobachtende Teilnehmer“ gesehen werden. Ein spezielles Format dafür ist der Group Assembly Process (GAP), der die verschiedenen Betrachtungsweisen über mehrere Tage an einen Tisch bringt.

## Geschichte
Die Idee der Décroissance in Frankreich entstand in den 1970er Jahren, populär wurde es im Rahmen eines entwicklungskritischen UNESCO-Kongresses in Paris im Jahr 2000, den Serge Latouche als die eigentliche Geburtsstunde der Décroissance im Sinne einer wachstumskritischen Bewegung bezeichnete.

### Paris 2008
Die Degrowth-Konferenz wurde erstmals im April 2008 in Paris mit 150 Teilnehmern durchgeführt, die Tagungsbeiträge auf Englisch und französisch veröffentlicht. Auf der Konferenz wurde die „Degrowth Declaration“ verabschiedet. In dieser wurde festgestellt, dass Wirtschaftswachstum unausweichlich mit einer erhöhten Nutzung von Material, Energie und Land verbunden ist, weil die Entkopplung mittels Ressourceneffizienz begrenzt sei. Wissenschaftliche Erkenntnisse zeigten, dass die Weltwirtschaft über ökologische Grenzen herausgewachsen sei, und die nicht berücksichtigten Kosten die Wohlfahrtsgewinne überträfen. Zugleich habe Wirtschaftswachstum die Armut nicht substantiell reduziert, sondern die Ungleichheit zwischen den Ländern sei angestiegen und die ökologischen Auswirkungen der Arbeit in reicheren Nationen würde die Lebensgrundlage der ärmeren Nationen negativ beeinflussen. Es sei notwendig, die ökonomische Aktivität mit der ökologischen Tragfähigkeit in Einklang zu bringen. Dazu müsse der Ökologische Fußabdruck überall auf das global verträgliche Niveau begrenzt werden und den armen Nationen mittels Umverteilung von Reichtum und Einkommen die Möglichkeit gegeben werden, ihren Konsum zu steigern, um der Armut zu entkommen.
„Degrowth“ wird als freiwilliger Wandel zu einer gerechten, partizipativen und ökologisch nachhaltigen Gesellschaft verstanden, die im Sinne einer Stationären Wirtschaft Grundbedürfnisse aller deckt und hohe Lebensqualität garantiert. John Bellamy Foster bezeichnete die Veranstaltung in Paris als Geburtsstunde der europäischen intellektuellen Bewegung.

### Barcelona 2010
Zwei Jahre später fand die Veranstaltung in Barcelona statt und wurde von 500 Wissenschaftlern, Mitgliedern der Zivilgesellschaft sowie Praktikern aus mehr als vierzig Ländern besucht. Die Auseinandersetzung vertiefte die bereits in Paris aufgeworfenen Fragen, in einer gemeinsamen Erklärung wurden die Ziele der Pariser Konferenz bekräftigt.

### Montreal 2012
Die Konferenz „Degrowth in the Americas“ wurde im Mai 2012 in Montreal mit etwa 340 Teilnehmern durchgeführt. Sie war als „kontinentale“ Konferenz nicht Teil der Zählung. Die vertretenen Ansätze waren vergleichbar mit jenen der Konferenz in Paris und Barcelona.

### Venedig 2012
Im September 2012 trafen sich in Venedig über 700 Teilnehmer aus 35 Ländern zur dritten Internationale Degrowth-Tagung. Die Konferenz wurde als „einzigartiger Ort“ beschrieben, um Themen von Ernährungssouveränität, Energiewende, Verschuldungskrise bis Partizipatorischer Demokratie zu besprechen, mit einem klaren Fokus auf den globalen Süden. Nach der Konferenz wurde konstatiert, dass die Bewegung neben den veranstaltenden Ländern inzwischen Aktivitäten in Belgien, Schweiz, Finnland, Polen, Griechenland, Deutschland, Portugal, Norwegen, Dänemark, Tschechien, Mexiko, Brasilien, Puerto Rico und Kanada entwickelt hätte.

### Leipzig 2014

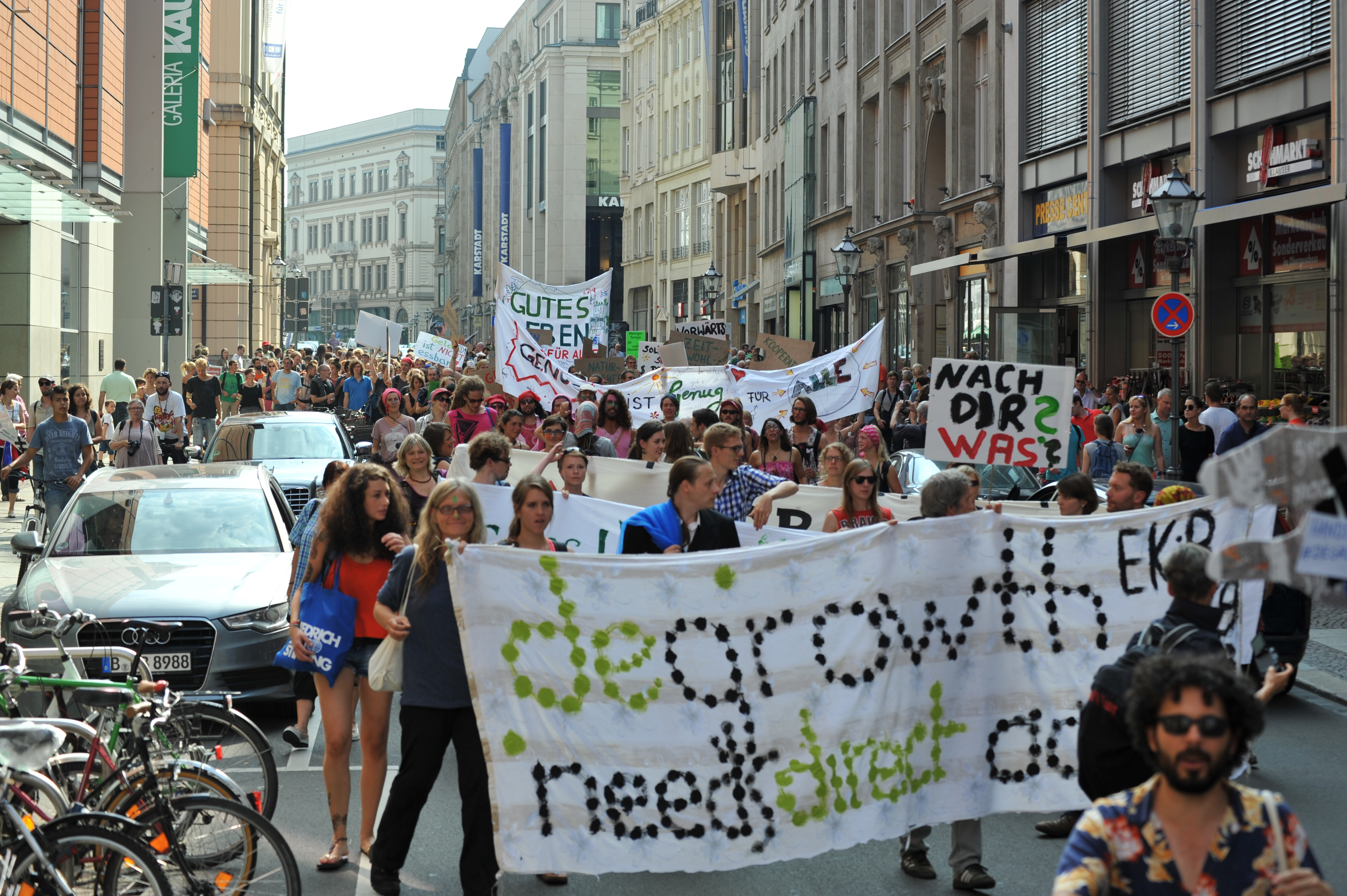
Ein Transparent im Stil des Konferenz-Logos

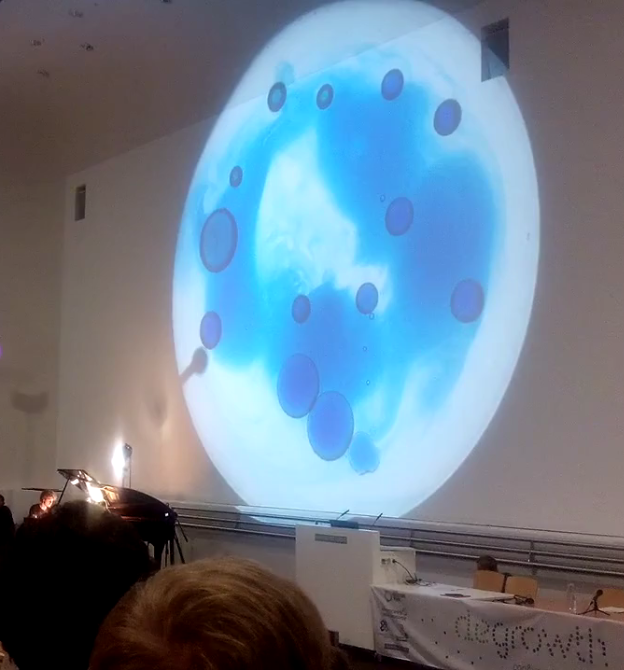
Musik und Lichteffekte bei der Auftaktveranstaltung

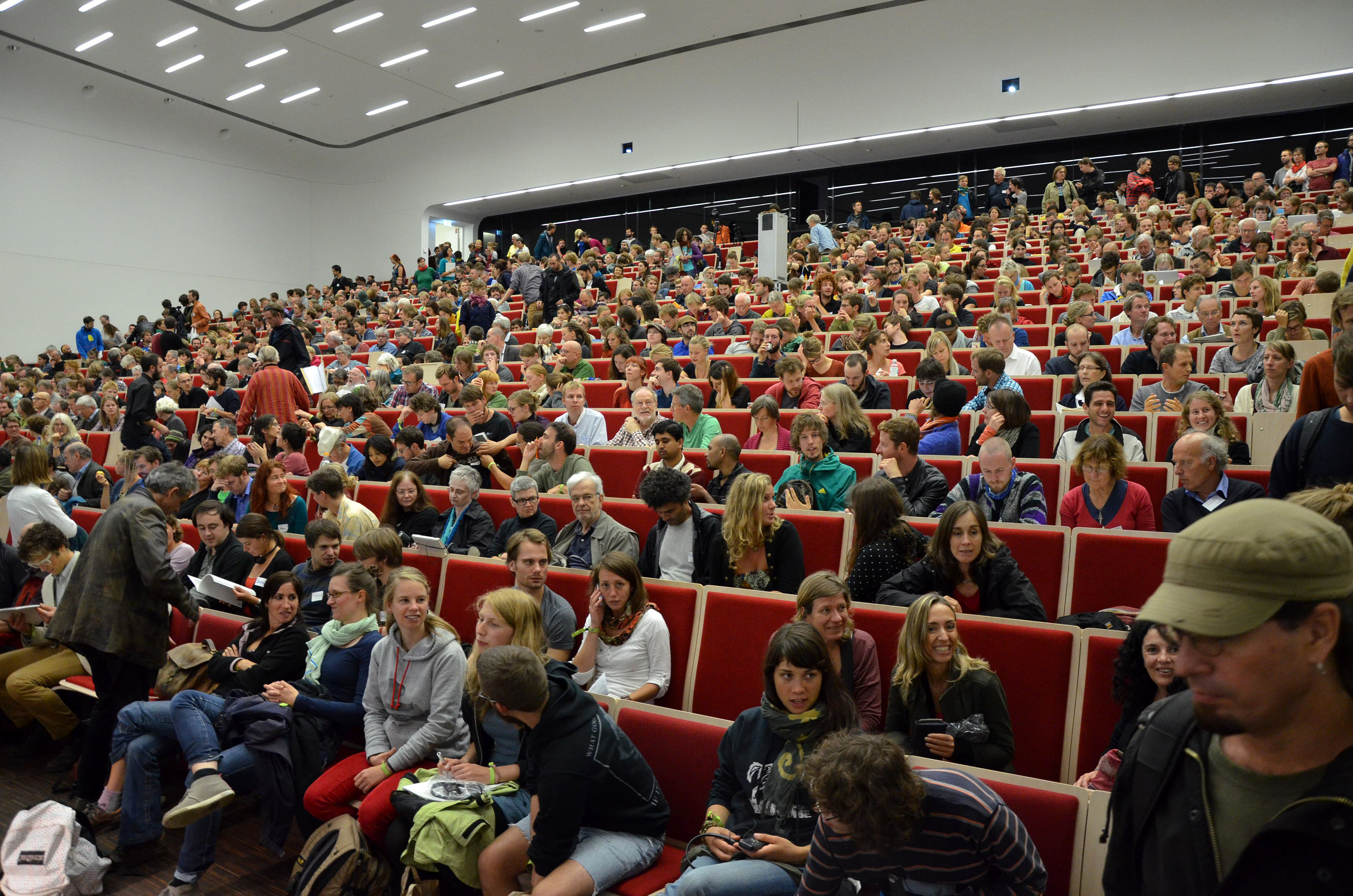
Publikum im Augusteum

Im September 2014 wurde die Konferenz zum vierten Mal mit 3000 Teilnehmern und 500 Veranstaltungen an der Universität Leipzig durchgeführt. Der englische Begriff „Degrowth“ wurde mit „Postwachstum“, „Schrumpfung“, „Wachstumswende“ oder „Entwachstum“ assoziiert. Als bedeutende Sprecher wurden Naomi Klein, Alberto Acosta, Harald Welzer, Joan Martinez-Alier, Angelika Zahrnt und Niko Paech eingeladen.
Ziel war, innovative und fortschrittliche Ansätze aus Wissenschaft, Zivilgesellschaft und Kunst zusammenzutragen in den drei thematischen Hauptsträngen „Gesellschaft organisieren“, „Sozial-ökologisch Wirtschaften“ und „Gemeinschaft leben“. Das Programm sollte Wachstum aus „künstlerischen, wissenschaftlichen und bewegungsorientierten Perspektiven“ kritisieren und einen Weg aufzeigen, wie das „Wachstumsparadigma überwunden werden kann, wie Gesellschaften nicht länger wachsen oder untergehen müssen,“ und wie „eine moderne Gesellschaft auch ohne ständig weiter wachsende Wirtschaftsleistung funktionieren kann. Im Kern geht es um neue Formen des Wirtschaftens, die Rücksicht auf knappe Ressourcen, das Klima und die menschliche Belastbarkeit in der Arbeitswelt nehmen.“ So soll „Wachstum ohne Chaos als Paradigma“ beseitigt und Wachstumszwänge überwunden werden. Wichtiger Bestandteil ist eine freiwillige Reduktion von Arbeit und Konsum.

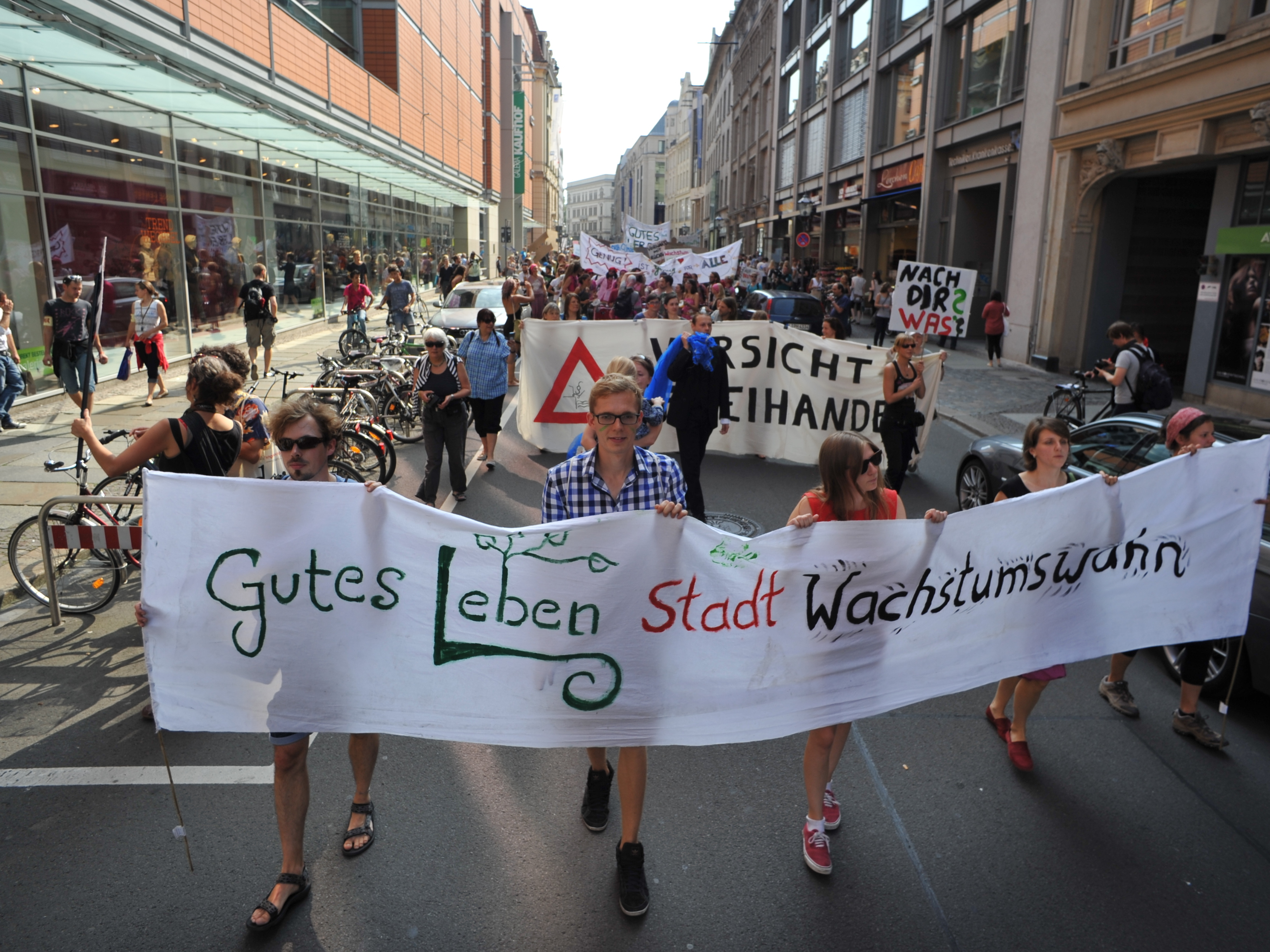
„Gutes Leben Stadt Wachstumswahn“, Transparent auf der Demonstration in der Leipziger Innenstadt

Zu Gast waren kleine Unternehmen und Projekte wie Tauschbörsen, Gemeinschaftsgärten, Selbstverwaltungen oder Gemüsekooperativen, die ihre Konzepte vorstellten, hinzu kamen diverse Kunstaktionen wie Performances oder Theaterworkshops. Die Breite der Veranstaltungen erstreckte sich jedoch über Makroökonomik oder eine Ökologische Steuerreform über kulturellem Wandel und Suffizienz bis zu Mode, Eurokrise und sozial-ökologische Unternehmen, Psychodynamik von Macht und Konsum und die Reorganisation von Arbeit, über solidarische Landwirtschaft und Mobilität, über Praktiken des Widerstands und Geschlechterrollen; „Ökonomische Analysen vermischen sich mit Aktivistentum.“ So wurde auf der Veranstaltung sowohl der Kapp-Forschungspreis für Ökologische Ökonomie an Matthias Schmelzer, Corinna Burkhart und Dirk Posse als auch der Filmpreis Sukuma Award verliehen. Zum Abschluss fand eine Demonstration in der Leipziger Innenstadt statt.

#### Rezeption
Die Konferenz führte zu einer größeren Debatte, ob es sich um den Beginn einer wachstumskritischen Bewegung in Deutschland handle. Der Sozialforscher Matthias Schmelzer stellte vor der Konferenz fest, dass Degrowth „in Deutschland bislang als wissenschaftlicher und interdisziplinärer Diskurs produktiv“ ist. Entsprechend waren die Teilnehmer hauptsächlich „Studenten und junge Akademiker aus Deutschland“, aber auch „Forscher und Aktivisten aus Europa und der ganzen Welt.“ Ulrich Brand nannte die Konferenz „der bewegungspolitische Kongress des Jahres 2014 schlechthin“ und verwies auf die McPlanet-Kongresse und den „Jenseits des Wachstums“-Kongress von 2011 als Vorbedingung. Doch „während Degrowth eine umfassende Kritik an kapitalistischen Wachstumszwängen formuliert, sind die Alternativen zuvorderst sehr praktische Versuche im Kleinen, alternative Lebensformen zu organisieren.“ Die entstehende Bewegung „arbeitet sich nicht an übermächtigen Strukturen ab, sondern agiert kleinteilig und in individuellen Gruppen. Getrieben wird sie von dem Wunsch nach einem guten Leben.“ Eva Mahnke schlug auf klimaretter.info vor, stärker mit anderen sozialen und ökologischen Bewegungen zusammenzuarbeiten, um den Forderungen nach Degrowth Nachdruck zu verleihen, laut Ulrich Brand sind diese „Bündnisse allerdings noch nicht absehbar.“ Etablierte Nichtregierungsorganisationen und Gewerkschaften haben bisher „ihre Schwierigkeiten“ mit den Begriffen Postwachstum und Degrowth.
Bei einer Podiumsdiskussion mit Bundestagsabgeordneten aus der Enquete-Kommission Wachstum, Wohlstand, Lebensqualität wurde festgestellt, dass die Problemanalyse der Degrowth-Bewegung inzwischen Allgemeingut sei. Sabine Leidig bezeichnete „Wachstumskritik als gesellschaftliche Auseinandersetzung salonfähig“, Hermann Ott beschrieb den Abstand zur politischen Sphäre aber als „unglaublich groß.“ Die taz bewertete die Auftaktveranstaltung als „krachende Kapitalismuskritik“,

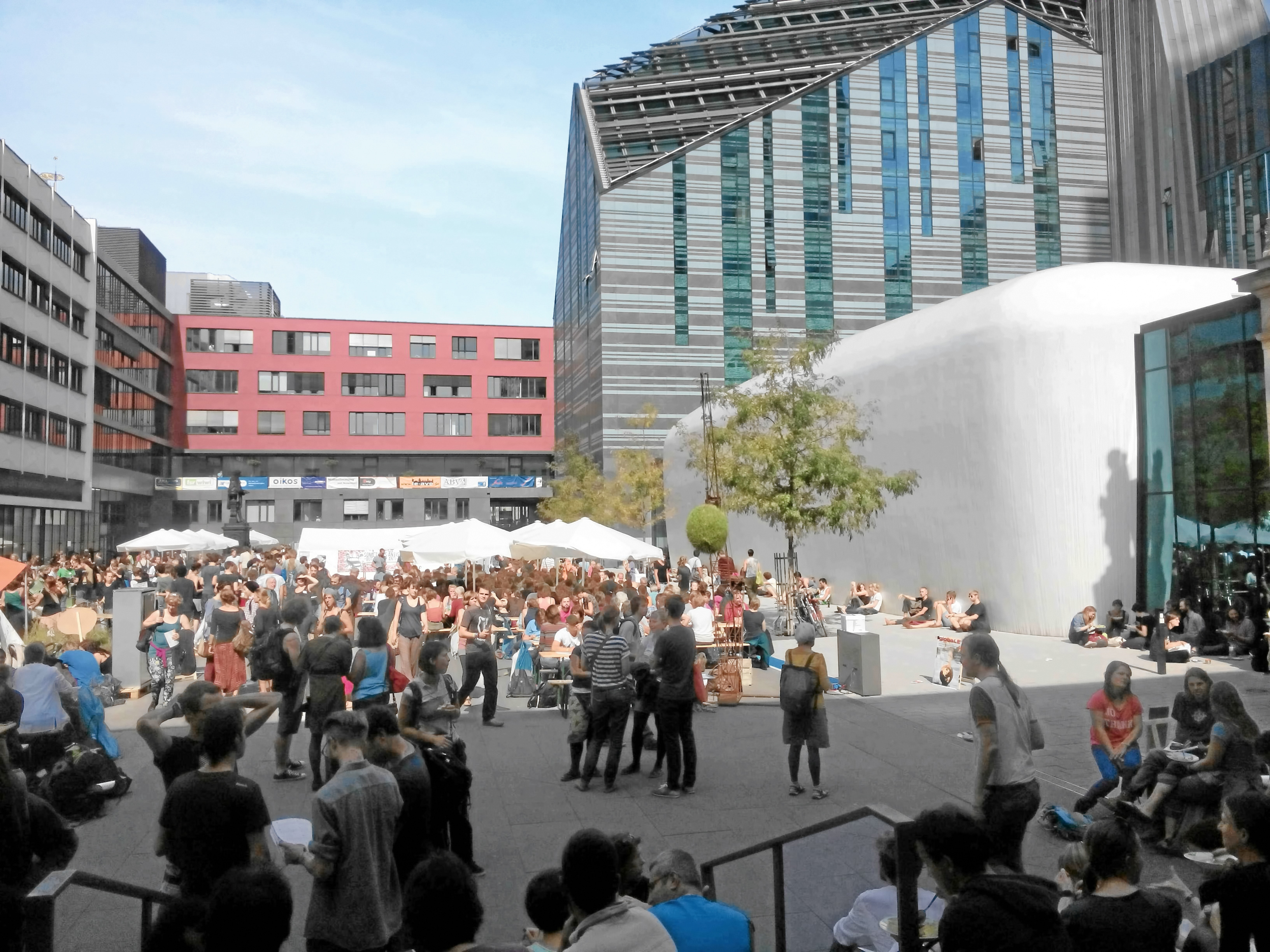
Blick in den Innenhof der Universität während der Veranstaltung

Die Stimmung der Konferenz wurde als „enthusiastisch“ bezeichnet, die Veranstaltung wurde allerdings als „plakativ und normativ“ beschrieben, die „totale Abstinenz von Gegenstimmen“ und die Vermeidung „harter Kontroversen“ kritisiert. Das Publikum sei jung, weiß und gebildet gewesen, während die Perspektiven beispielsweise Lateinamerikas zu wenig berücksichtigt seien, ebenso seien geopolitische Konflikte nicht thematisiert worden. Investors.com bezeichnete die Idee von Degrowth als Extremismus und bewertete die Konferenz als Treffen von Fanatikern, die die Welt ins 18. Jahrhundert zurückwerfen wollen.
Rosa-Luxemburg-Stiftung und Heinrich-Böll-Stiftung gaben eigene Sonderhefte zur Konferenz heraus. Die Frankfurter Rundschau publizierte anlässlich der Konferenz eine Serie, in der unter anderem Alberto Acosta, Ulrich Brand, Sabine Leidig, Christine Ax, Jörg Schindler und Friederike Habermann zu Wort kamen.

#### Organisation und Unterstützer
Die Konferenz wurde organisiert von einem überwiegend ehrenamtlich arbeitenden Organisationskreis aus 70 Personen, der wichtige Entscheidungen basisdemokratisch und im Konsens traf. Verantwortliche Organisationen waren das DFG-Kolleg Postwachstumsgesellschaften der Universität Jena, das Leipziger Konzeptwerk Neue Ökonomie, der Förderverein Wachstumswende e. V., Research & Degrowth sowie die Universität Leipzig, unterstützt wurde die Veranstaltung von verschiedenen Organisationen: auf Wissenschaftsseite dem Wuppertal Institut, dem Helmholtz-Zentrum für Umweltforschung (UFZ), dem Institut und der Vereinigung für ökologische Wirtschaftsforschung (IÖW und VÖW) sowie der Vereinigung für Ökologische Ökonomie (VÖÖ). Hinzu kamen das Evangelische Werk für Diakonie und Entwicklung, Misereor, NaturFreunde Deutschlands, BUND und die BUNDjugend, die Bundeszentrale für politische Bildung sowie als politische Stiftungen Friedrich-Ebert-Stiftung, Heinrich-Böll-Stiftung, Rosa-Luxemburg-Stiftung und Otto-Brenner-Stiftung.

### Budapest 2016

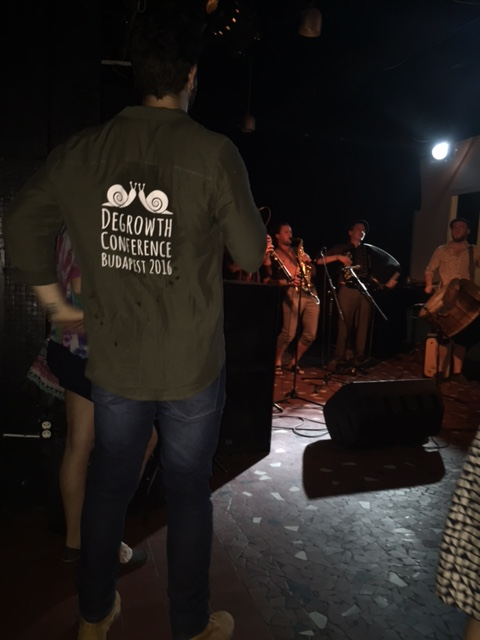
Konzert während der degrowth week in Budapest

Die fünfte Konferenz fand unter dem Titel „creating new visions“ im August und September 2016 in Budapest statt. Sie war mit 600 zumeist europäischen Teilnehmern, darunter 400 Forschern, kleiner als die vorherigen in Venedig und Leipzig. Parallel zur Tagung fand in der Stadt ein kostenloses Festival mit Buchpräsentationen, Diskussionsrunden, Workshops, Rundfahrten und weiteren „konvivialen“ Formaten statt. Neben wissenschaftlichen Auseinandersetzungen war eine der diskutierten Entwicklungen die Zusammenarbeit mit anderen Bewegungen wie dem Ökodorf-Netzwerk oder Klimagerechtigkeitsbewegung, mit der bereits bei den Aktionen Ende Gelände 2015 und 2016 in Deutschland zusammengearbeitet wurde.

### Malmö, Mexiko-Stadt und Brüssel 2018
Im Jahr 2018 fanden drei Veranstaltungen statt.
Die sechste Degrowth-Konferenz fand im August 2018 in Malmö (Schweden), statt. Sie trug den Untertitel „Dialoge in turbulenten Zeiten“ und wurde vom Institute for Degrowth Studies (Institutet för nerväxtstudier) koordiniert. Es nahmen etwa 700 Personen an der Konferenz teil. Parallel fand im Freistadt Christiania der dänischen Hauptstadt Kopenhagen ein Degrowth-Festival statt.
Vom 3. bis 7. September folgte die erste Nord-Süd-Konferenz zu Degrowth mit dem Titel „Decolonizing the social imaginary“ in Mexiko-Stadt (Mexiko), erstmals in einem lateinamerikanischen Land.
Eine dritte Veranstaltung am 18. und 19. September fand im Europäischen Parlament in Brüssel statt. 238 Akademiker forderten die Europäische Union und ihre Mitgliedsstaaten auf, Pläne für eine Zukunft jenseits des Wachstums zu entwickeln.

### Manchester und Den Haag 2021
Die siebente Degrowth-Konferenz mit dem Titel „Building Alternative Livelihoods in times of ecological and political crisis“ sollte in Kooperation mit der International Society for Ecological Economics (ISEE) vom 1. bis 5. September 2020 in Manchester (England) stattfinden, wurde aber wegen der COVID-19-Pandemie im Vereinigten Königreich auf Juli 2021 verschoben.[veraltet]
Vom 24. bis 28. August 2021 fand in Den Haag (Niederlande) die achte Degrowth-Konferenz unter dem Motto „Caring Communities for Radical Change“ statt.

### Nach 2021
| Jahr (Nummer)                        | Motto | Veranstalter, Ort                                  |
| ------------------------------------ | --- | -------------------------------------------------- |
| 29. August bis 2. September 2023 (9) | Planet, People, Care: It Spells Degrowth!                                                                     | ISEE/Zagreb Degrowth Week, Zagreb                  |
| 18. bis 21. Juni 2024 (10)           | Science, Technology, and Innovation Beyond Growth. Cultivating Collective Creativity for a Sustainable Future | ISEE/Universidad de Vigo, Vigo                     |
| 24. bis 27. Juni 2025 (11)           | Building Socially Just Postgrowth Futures. Linking Theory and Action                                          | ISEE/Norwegian Institute for Nature Research, Oslo |